# Harry Potter: Hogwarts Tournament of Houses
Harry Potter: Hogwarts Tournament of Houses is een spelprogramma dat van 28 november tot 19 december 2021 te zien was bij TBS en Cartoon Network. De show was bedoeld als eerbetoon aan de twintigste verjaardag van de Harry Potter-filmreeks. In de serie beantwoorden vier groepen van elk drie personen kennisvragen over de Harry Potter-wereld, zodat ze verschillende prijzen en de titel 'House Cup Champion' kunnen winnen.

## Format
De show is een competitie gebaseerd op Harry Potter-gerelateerde content. Er zijn vier teams met elk drie Harry Potter-fans. De teams vertegenwoordigen elk een van de vier afdelingen van Zweinstein (Griffoendor, Huffelpuf, Zwadderich en Ravenklauw). Ze strijden tegen elkaar om de titel 'House Cup Champion' te kunnen winnen.
Het winnende team wint ook verschillende prijzen zoals: $ 1000 aan spullen van de Harry Potter-winkel in New York, tickets voor Harry Potter en het Vervloekte Kind, en tickets voor de voorvertoningen van Fantastic Beasts: The Secrets of Dumbledore.

## Release
Harry Potter: Hogwarts Tournament of Houses was van 28 november tot 19 december 2021 te zien op TBS en Cartoon Network, en kon daarnaast gestreamd worden op HBO Max.
Het programma werd ook wereldwijd uitgebracht op verschillende platformen, waaronder Crave in Canada, Sky Max en Now in het Verenigd Koninkrijk en Ierland, Sky Cinema en Sky One in Duitsland, Sky Uno, Now en Boing in Italië, TMC en TFX in Frankrijk, Fox8, Foxtel Now en Binge in Australië, TVNZ 2 en TVNZ On Demand in Nieuw-Zeeland, Prime Video in India, Cartoon Network en HBO Go in Singapore, Indonesië, Maleisië, Vietnam, Thailand, de Filipijnen, Taiwan en Hong Kong, Cartoon Network, Warner TV en Max in Latijns-Amerika, en Boing in Spanje.

## Afleveringen
| Nr. | Titel                       | Script | Datum            |
| --- | --------------------------- | --- | ---------------- |
| 1   | "Gryffindor vs. Hufflepuff" | Gasten: Pete Davidson, Simon Fisher-Becker, Matthew Lewis, Luke Youngblood, Trey Sartorius                                                                                        | 28 november 2021 |
| 2   | "Slytherin vs. Ravenclaw"   | Gasten: Tom Felton, Shirley Henderson, Jay Leno, Luke Youngblood | 5 december 2021  |
| 3   | "The Wildcart Round"        | De twee afdelingen die in de vorige afleveringen verloren, strijden tegen elkaar voor een plek in de grote finale. Gasten: Matthew Lewis, Tom Felton, Dan Fogler, Luke Youngblood | 12 december 2021 |
| 4   | "The Grand Finale"          | In deze halve finale strijden de laatste afdelingen voor de titel. Gasten: Simon Fisher-Becker, Tom Felton, Harry Taylor, Luke Youngblood                                         | 19 december 2021 |